# Cécile Chaminade
Cécile Louise Stéphanie Chaminade (París, 8 de agosto de 1857 - Montecarlo, 13 de abril de 1944) fue una compositora y pianista francesa.

## Vida
Cécile Chaminade nació en París y comenzó a estudiar música con su madre, continuando con Félix Le Couppey, Savart, Martin Pierre Joseph Marsick y Benjamin Godard.
Compositora precoz, con sólo 8 años interpretó alguna de sus piezas ante Georges Bizet, el autor de Carmen. Su popularidad aumentó a lo largo de su vida, desde su primer concierto, que dio con 18 años. Escribió sobre todo piezas para piano y canciones de salón. Su obra fue considerable, y en ella se puede mencionar una sinfonía dramática: Las Amazonas, opus 26, una Suite de orquesta, una ópera cómica La Sevillana, opus 10, un Trío n.º 2 para violín, violonchelo y piano, opus 34 y un Concertino para flauta y orquesta, opus 107. Entre sus 200 piezas para piano, en estilo romántico, destacan Estudio Sinfónico, opus 28; Seis Estudios de concierto, opus 35, Arabesco, opus 61; Seis Romances sin palabras, opus 76.

## Obra

### Obras con número de Opus
- Op. 3, Scherzo-etude
- Op. 4, Caprice-etude
- Op. 5, Menuet
- Op. 6, Berceuse
- Op. 7, Barcarolle
- Op. 8, Chaconne (1879)
- Op. 9, 2 pieces: 1 (G) pièce romantique (1880) 2 Gavotte
- Op. 10, Scherzando
- Op. 11, Piano trio #1 (g): 1 allegro; 2 andante; 3 presto leggiero; 4 allegro molto agitato (1881)
- Op. 12, Pastorale enfantine {arr marcus} (1881)
- Op. 18, Capriccio for violin and piano (1881)
- Op. 19, Le sevillane Ouverture
- Op. 21, Sonata (c): 1 allegro appassionato; 2 andante; 3 allegro (1881)
- Op. 22, Orientale
- Op. 23, Minuetto (b) (1881)
- Op. 24, Libellules (Dragon Flies) (1881)
- Op. 25, Deux morceaux: 1 duetto; 2 zíngara;
- Op. 28, Étude symphonique (B–) (1883)
- Op. 29, Sérénade (D) (1884)
- Op. 30, Air de ballet (G) (1884)
- Op. 32, Guitare (1885)
- Op. 33, Valse caprice (1885)
- Op. 35, 6 études de concert: 1 (C) scherzo; 2 (D–)automne; 3 fileuse; 4 Appasionato 5 (F) impromptu; 6 (D) tarantelle(1886)
- Op. 34, Piano trio #2 (a): 1 allegro moderato; 2 lento; 3 allegro enérgico (1887)
- Op. 36, 2 pieces: 2 pas des cymbales (1887)
- Op. 37, 5 Airs de Ballet : 1 danse oriental; 2 Pas des amphores; 3 Pas des echarpes; 4 Callirhöe; 5 Danse pastorale(1888)
- Op. 38, Marine (1887)
- Op. 39, Toccata (1887)
- Op. 40, Concertpiece for piano and orchestra
- Op. 41, Air de ballet. pierrette (E–) (1889)
- Op. 42, Les Willis, caprice (1889)
- Op. 43, Gigue (D) (1889)
- Op. 50, La lisonjera (G–) (1890)
- Op. 51, La livry, air de ballet (1890?)
- Op. 52, Capriccio appassionato (1890)
- Op. 53, Arlequine (F) (1890)
- Op. 54, Caprice espagnole. lolita (D–) (1890)
- Op. 55, 6 pièces romantiques: 6 rigaudon (1890)
- Op. 56, Scaramouche (1890)
- Op. 57, Havanaise (1891)
- Op. 58, Mazurk-Suedoise (1891)
- Op. 60, Les sylvains (1892)
- Op. 61, Arabesque (1892)
- Op. 66, Studio (1892)
- Op. 67, Caprice espagnole. la morena (1892)
- Op. 73, Valse carnavalesque (1894)
- Op. 74, Pièce dans le style ancien (1893)
- Op. 75, Danse ancienne (1893)
- Op. 76, 6 romances sans paroles: 1 souvenance; 2 (E) élévation; 3 idylle; 4 eglogue; 5 chanson brétonne; 6 méditation (1894)
- Op. 77, Deuxieme vals(1895)
- Op. 78, Prelude (1895)
- Op. 80, Troisieme valse brillante (1898)
- Op. 81, Terpsichore, sexieme air de ballet (1896)
- Op. 82, Chanson napolitaine (1896)
- Op. 83, Ritournelle (1896)
- Op. 84, Trois prèludes melodiques (1896)
- Op. 85, Vert-Galant (1896)
- Op. 86, Romances sans paroles: 1 souvenance; 2 élévation;
- Op. 87, 6 pièces humoristiques: 1 Réveil; 2 Inquiétude; 3 Sous bois; 4 Autrefois; 5 Consolation; 6 Norwégienne (1897)
- Op. 88, Rimembranza (1898)
- Op. 89, Thème varié (A) (1898)
- Op. 90, Legende (1898)
- Op. 91, Waltz #4 (D–) (1898)
- Op. 92, Deuxieme arabesque (1898)
- Op. 93, Valse humoristique (1906)
- Op. 94, Havanaise #2 danse créole (1898)
- Op. 95, Trois dances anciennes: 1 passepied; 2 pavane; 3 courante; (1899)
- Op. 97, Rondeaux for violin and piano (1899)
- Op. 98, 6 feuillets d’album: 1 promenade; 2 scherzetto; 3 (D–) élégie; 4 valse arabesque 5 chanson russe; 6 rondo allegre (1900)
- Op. 101, L’ondine (1900)
- Op. 103, Moment musical (1900)
- Op. 104, Tristesse (c+) (1901)
- Op. 105, Divertissement (1901)
- Op. 106, Expansion (1901)

- Op. 107, Concertino for flute et orchestre in ré majeur (1902)
- Op. 108, Agitato (1902)
- Op. 109, Cinquieme valse (1903)
- Op. 110, Novelette (1902)
- Op. 111, Souvenir lointains (1911)
- Op. 112, Sixieme valse, valse-ballet (1904)
- Op. 113, Caprice humoristique (1904)
- Op. 114, Pastorale (1904)
- Op. 115, Waltz #7 valse romantique (1905)
- Op. 116, Sous le masque (1905)
- Op. 118, Étude mélodique (G–) (1906)
- Op. 119, Valse tendre (F) (1906)
- Op. 120, Variations sur un theme original(1906)
- Op. 122, 3 contes blues: 2 (1906)
- Op. 123, Album d’enfants: 2 (A–) intermezzo. pas de sylphes; 4 (F) rondeau; 5 (a) gavotte; 9 (e) orientale; 10 (a) tarantelle (1906)
- Op. 124, Étude pathetique (b) (1906)
- Op. 126, Album d’enfants: 1 (C) idylle; 2 (E) aubade; 9 (g) patrouille; 10 (A) villanelle (1907)
- Op. 127, 4 poèmes provençales: 2 solitude; 3 (D–) le passé; 4 pêcheurs de nuit (1908)
- Op. 130, Passacaille (E) (1909)
- Op. 134, La retour (1909)
- Op. 137, Romance (D) (1910)
- Op. 139, Étude scholastique (1910)
- Op. 143, Cortège (A) (1911)
- Op. 148, Scherzo-valse (1913)
- Op. 155, Au pays dévasté (1919)
- Op. 158, Danse païenne (1919)
- Op. 164, Air à danser (1923)
- Op. 150, Sérénade espagnole (G) (1925)
- Op. 165, Nocturne (1925)

### Obras sin número de Opus
- Les rêves (1876)
- Te souviens-tu? (1878)
- Auprès de ma mie (1888)
- Voisinage (1888)
- Nice-la-belle (1889)
- Rosemonde (1890)
- L’anneau d’argent (E–) {accomp} (1891)
- Plaintes d’amour (1891)
- (E–) l’anneau d’argent (1891)
- Viens, mon bien-aimé! (1892)
- L’amour captif (1893)
- Ma première lettre (1893)
- Malgré nous! (1893)
- Si j’étais jardinier (1893)
- (G) l’été (1894)
- Mignonne (1894)
- Sombrero (1894)
- Villanelle (1894)
- Espoir (1895)
- Ronde d’amour (1895)
- Chanson triste (1898)
- Mots d’amour (1898)
- Alleluia (1901)
- Écrin! (1902)
- Bonne humeur! (1903)
- Menuet (1904)
- La lune paresseuse (1905)
- Je voudrais (1912)
- Attente. au pays de provence (1914)